# أشكال التهوية الميكانكية

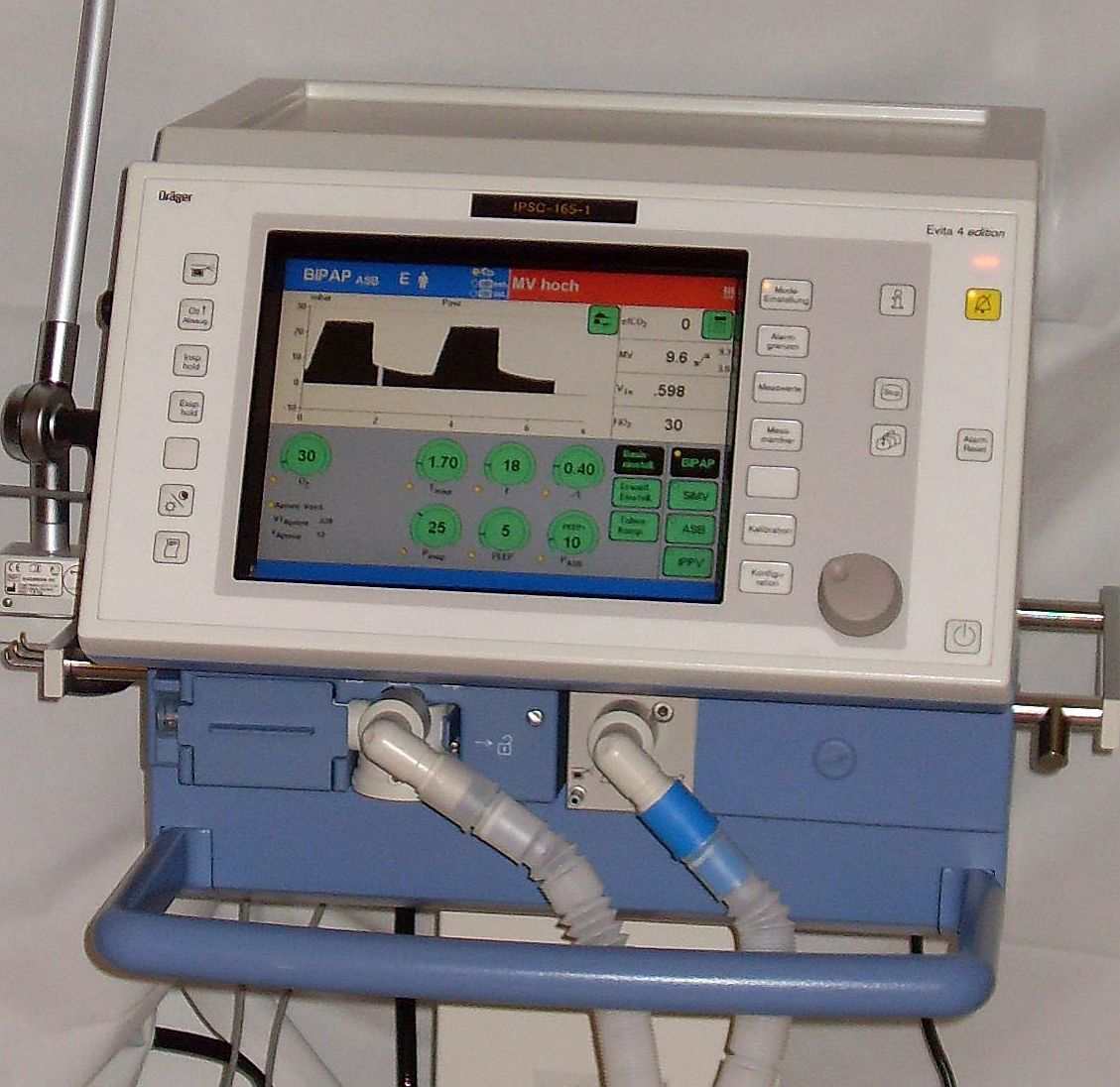
جهاز تنفس اصطناعي من صناعة شركة بلوجوتون

أوضاع أو طرق التهوية الميكانيكية هي أحد أهم جوانب المعرفة أثناء استخدام التهوية الميكانيكية، ويشير لفظ «الوضع» إلى طريقة دعم جهاز التنفس لعملية الشهيق، ويتوقف اختيار الوضع على رأي الطبيب أو إرشادات المستشفى، نظرًا لندرة الأدلة التي تشير إلى نتيجة تأثير اختيار وضع بعينه على النتيجة السريرية، ويعد وضع التهوية الإلزامية المتقطعة (intermittent mandatory ventilation) والتهوية الإلزامية المستمرة (continuous mandatory ventilation) أكثر أشكال التهوية الميكانيكية. وقديما كانت هناك تغييرات كبيرة في تسميات التهوية الميكانيكية على مر السنين، ولكن في الآونة الأخيرة أصبحت التسميات موحدة من قبل العديد من أطباء الرئة. وتُسخدم الأحرف الإنجليزية الكبيرة لكتابة هذه الأوضاع بشكل أفضل، مع وجود شرطة بين متغيرات التحكم واستراتيجية التهوية.

## تصنيف التهوية الميكانيكية
يعتمد هذا التصنيف على نظام منطقي يستند إلى عشر مبادئ لتصميم أجهزة التنفس الصناعي: 

### المبادئ العشرة
1. يٌعرف التنفس الذي هو دورة واحدة من التدفق الإيجابي (الشهيق) والتدفق السلبي (الزفير) من خلال منحنى وقت التدفق، حيث يُعرَّف وقت الشهيق بأنه الفترة من بداية التدفق الإيجابي إلى بداية التدفق السلبي، ويُعرَّف وقت الزفير بأنه الفترة من بداية التدفق السلبي إلى بداية التدفق الإيجابي.، ويٌعد منحنى وقت التدفق هو الأساس للعديد من المتغيرات المتعلقة بإعدادات جهاز التنفس الصناعي.
2. التنفس المساعد هو التنفس الذي يقوم فيه جهاز التنفس الصناعي بجزء من عمل التنفس، أما التنفس المتحكم (الغير مساعد) هو التنفس الذي يقوم فيه جهاز التنفس الصناعي بكل العمل.
3. يساعد جهاز التنفس الصناعي على التنفس إما عبر التحكم في الضغط أو التحكم في التدفق على أساس معادلة حركة للجهاز التنفسي، واللتي يُعبر عنها النموذج الرياضي: [الضغط = (المرونة × الحجم) + (المقاومة × التدفق)].
4. يُصنف التنفس حسب العوامل الليي تبدأ التنفس والعوامل التي توقفه، وتسمى عوامل البداية بالزناد، وعوامل النهاية بالدورة.
5. يمكن لكل من المريض أو جهاز التنفس أن يُولد الزناد أو الدورة، حيث يمكن أن يُستخدم شهيق المريض كزناد أو دورة.
6. يُصنف التنفس على أنها تلقائي أو إجباري بناء على أحداث الزناد أو الدورة.
7. يُوجد ثلاث تتابعات للتهوية (للتنفس): التهوية الإلزامية المستمرة، والتهوية الإلزامية المتقطعة، والتهوية التلقائية المستمرة.
8. هناك 5 أنماط أساسية للتهوية: التهوية الإلزامية المستمرة -المتحكمة في الحجم، والتهوية الإلزامية المتقطعة-المتحكمة في الحجم، التهوية الإلزامية المستمرة -المتحكمة في الضغط، والتهوية الإلزامية المتقطعة-المتحكمة في الضغط، والتهوية التلقائية المستمرة-المتحكمة في الضغط.
9. يمتلك كل كل نمط من أنماط التهوية عدة متغيرات يمكن تمييزها من خلال الخطة المستهدفة.
10. يُصنف وضع التهوية طبقا متغيرات التحكم، وتتابع التهوية، والخطة المستهدفة.

### كيف تُصنف الأوضاع
الخطوة الأولى: تحديد المتغير الأولى للتحكم في النفس، فمثلا إذا كان الشهيق يبدأ مسبقا بشهيق الضغط، أو إذا كان الضغط يتناسب مع جهد الشهيق، فإن متغير التحكم يكون الضغط.
الخطوة الثانية: تحديد تتابع التنفس. تحديد ما إذا كانت أحداث الزناد والدورة تتوقف على المريض أم الجهاز.
الخطوة 3: تحديد الخطة المستهدفة للتنفس الأولي والثانوي (إن وجد).